# Auguste De la Rive
Pour les articles homonymes, voir Rive.
Auguste De la Rive, né le 9 octobre 1801 à Genève et mort le 27 novembre 1873 à Marseille est un physicien expérimental et une personnalité politique suisse. C'est le fils de Charles-Gaspard De la Rive, physicien suisse.

## Carrière scientifique
Formé à l'Académie de Genève, où il est notamment l'élève des physiciens Marc-Auguste Pictet et Pierre Prevost, il publie son premier article en 1822 sur l'influence du magnétisme terrestre sur un cadre mobile traversé par un courant électrique. 
Titulaire de la chaire de physique théorique à l'Académie de Genève de 1823 à 1825, il occupe la chaire de physique expérimentale de 1825 à 1846. Il enseigne ensuite la physique et la chimie au Gymnase libre de Genève (1846-1853). Le chimiste Galissard de Marignac figure au nombre de ses élèves. 
Il travaille principalement sur l'électricité, en particulier sur l'action calorifique de l'électricité, les décharges électriques dans les gaz raréfiés, la théorie de la pile et les phénomènes de l'électrolyse (polarité des électrolytes). Il est l'auteur d'un Traité d'électricité théorique et appliquée (1854-58; 3 vol.), qui fait la synthèse des connaissances de l'époque et qui a été traduit en anglais. D'autres travaux portent sur la chaleur spécifique des gaz (en collaboration avec François Marcet) sur l'ozone et sur les températures du sol à différentes profondeurs. Il est l'un des principaux défenseurs de la théorie chimique de la pile, qu'il contribue à imposer au détriment de la théorie du contact ("Recherches sur les causes de l'électricité voltaïque", Mémoires de la SPHN, 1836).
À partir de ses recherches sur l'électrolyse, il met au point un procédé de dorure galvanique (1840). Il est aussi l'inventeur d'une pile au peroxyde de plomb et une boussole des sinus.
De la Rive a conçu un appareil, sphère en bois de 60 cm de diamètre surmontée de deux cloches en verre, pour la reproduction des aurores boréales. Cet "œuf électrique" vient à l'appui de sa théorie électromagnétique du phénomène. 
Il fréquente Faraday, Davy, Ampère et collabore avec Alphonse de Candolle.
En 1862, il fonde la Société des Instruments de Physique (SIP) avec Marc Thury. 
A l'exposition universelle de 1867, il présente une expérience sur les courants électriques dans le vide.
De la Rive fut l'éditeur de la Bibliothèque Unvierselle de 1836 à 1846, des Archives de l'électricité de 1841 à 1845, ainsi que des Archives des sciences physiques et naturelles de 1846 à 1857 avec l'aide de Marignac et d'autres collaborateurs. Il y a publié la plupart de ses articles, ainsi que dans les Mémoires de la Société de Physique et d'Histoire naturelle de Genève.
Il fut le père du physicien Lucien De la Rive.

## Carrière politique
Dans les années 1830 et 1840, De la Rive, David Munier et Abraham Pascalis formèrent une sorte de triumvirat qui domina les affaires de l'Académie. La position de De la Rive se renforça encore après la démission en 1835 d'Augustin Pyramus de Candolle. En tant que figure dominante de l'Académie et du gouvernement de Genève, De la Rive devint une sorte de symbole de la seconde période de la Restauration genevoise. Siégeant au Conseil Représentatif de 1832 à 1846, il fut l'un des principaux instigateurs la réforme de l'instruction publique de 1834 et 1835, qui créait un Conseil d'Instruction Publique éliminant en pratique toute influence de la Vénérable Compagnie des Pasteurs. Élu député à la Constituante en 1841, puis comme député conservateur au Grand Conseil entre 1842 et 1844, De la Rive devint l'une des principaux leaders du parti anti-fédéraliste, poussé vers des positions de plus en plus réactionnaires. Ceci en fit l'une des principales cibles des radicaux après la Révolution de 1846, ce qui le poussa à démissionner de l'Académie.
En 1860, lors de l'annexion de la Savoie par la France, De la Rive fut envoyé comme ministre plénipotentiaire à Londres, afin d'obtenir qu'une éventuelle attaque portée contre Genève y soit considéré comme un casus belli.

## Distinctions
- Prix Montyon de l'Académie des sciences (1840).

## Publications
- [avec François Marcet] « Recherches sur la chaleur spécifique des gaz », Biblio. Univ., t. 36, 1827, pp. 100-119 et 174-184.
- [avec Alphonse de Candolle] « Note sur la conductivité relative, pour le calorique, des différents bois », Biblio. Univ., t. 39, 1828, pp. 206-211.
- « Recherches sur les effets calorifiques de la pile », Biblio. Univ., t. 40, 1829, pp. 40-55.
- [avec François Marcet] « Nouvelles recherches sur la chaleur spécifique des gaz », Biblio. Univ., t. 41, 1829, p. 37-52.
- "Recherches sur les causes de l'électricité voltaïque", Mémoires de la SPHN, t. 7/2, 1836.
- Traité d'électricité théorique et appliquée, Paris, 1854-1858 (3 vol.).

## Source
- René Sigrist, « Auguste De la Rive » dans le Dictionnaire historique de la Suisse en ligne.
- Isaac Benguigui, Trois physiciens genevois et l'Europe savante : les De la Rive (1800-1920), Genève, 1990.
- Nécrologie dans La Nature